# Aktuna
Aktuna ist ein türkischer männlicher und weiblicher Vorname mit der Bedeutung „eine stattliche, rechtschaffene Person“, der auch als Familienname auftritt. Der Name ist gebildet aus den Elementen ak (weiß; rein, unbefleckt) sowie tuna (prachtvoll, stattlich).

## Namensträger

### Familienname
- Ercan Aktuna (1940–2013), türkischer Fußballspieler und -trainer
- Yıldırım Aktuna (1930–2007), türkischer Psychiater und Politiker